# Добруджанска трибуна
Добруджанска трибуна е български вестник, частен регионален всекидневник. Разпространява се приоритетно в Добруджа и в общините по Северното Черноморие - Балчик, Каварна, Шабла; Тервел, Генерал Тошево, Крушари, община Добричка, Добрич.

## История
Първият брой на вестника излиза през септември 1944 година.